# Of Mice & Men (band)

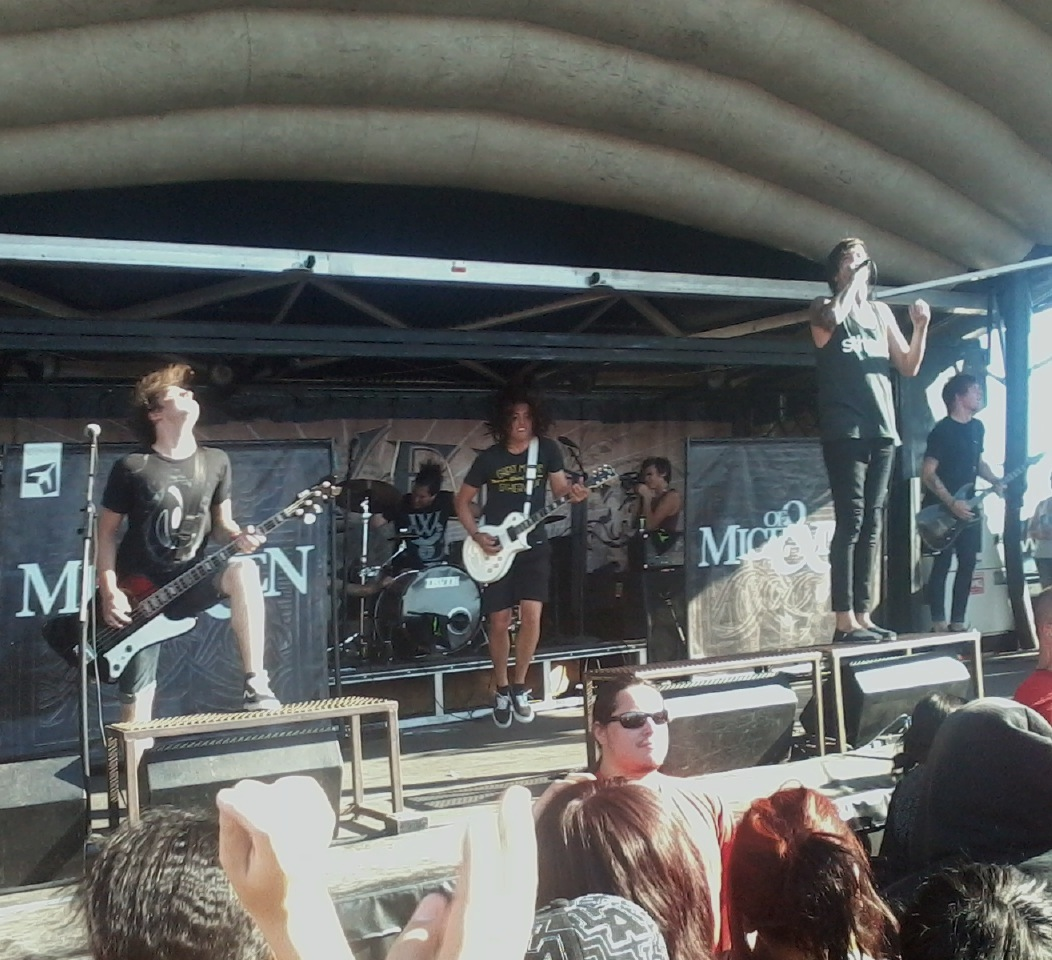
Of Mice & Men tijdens een optreden in Las Vegas in 2011

Of Mice & Men (OM&M) is een Amerikaanse metalcore/post-hardcoreband uit Costa Mesa, Californië.

## Biografie
De band is opgericht door Austin Carlile en Jaxin Hall in 2009 na het vertrek van Austin bij zijn vorige band Attack Attack!. Of Mice & Men is vernoemd naar het gelijknamige boek. Er is gewisseld in leden en zo werden er drie albums uitgebracht: Of Mice & Men uit 2010, The Flood uit 2011 en in 2014 Restoring Force. In 2014 en 2015 tourden ze met Linkin Park mee met The Hunting Party Tour om het album Restoring Force te promoten. In 2016 kwam de vierde plaat Cold World uit.
Op 30 december 2016 besloot zanger Austin Carlile om uit de band te stappen vanwege gezondheidsredenen. De impact van het syndroom van Marfan zou te groot zijn op zijn lichaam voor hem en de band. De band ging door met vier leden. Op 21 januari 2018 werd het vijfde album uitgebracht, genaamd Defy.

## Bandleden
Huidige leden
- Alan Ashby - gitaar, zang
- Aaron Pauley - basgitaar, zang
- Philip Manansala - gitaar, zang
- David Valentino Arteaga - drums

Tijdlijn

## Discografie
| Naam            | Album details                                                                              | Hoogste notering in de hitlijsten | Hoogste notering in de hitlijsten | Hoogste notering in de hitlijsten | Hoogste notering in de hitlijsten | Hoogste notering in de hitlijsten | Hoogste notering in de hitlijsten | Hoogste notering in de hitlijsten | Hoogste notering in de hitlijsten | Hoogste notering in de hitlijsten | Hoogste notering in de hitlijsten | Verkoop     |
| Naam            | Album details                                                                              | US                                | US Rock                           | US Indie                          | US Hard Rock                      | US Heat                           | AUS                               | GER                               | NZ                                | UK                                | UK Rock                           | Verkoop     |
| --------------- | ------------------------------------------------------------------------------------------ | --------------------------------- | --------------------------------- | --------------------------------- | --------------------------------- | --------------------------------- | --------------------------------- | --------------------------------- | --------------------------------- | --------------------------------- | --------------------------------- | ----------- |
| Of Mice & Men   | - Uitgebracht: 9 maart 2010 - Label: Rise - Dragers: cd, muziekdownload                    | 115                               | 35                                | 12                                | 10                                | 3                                 | —                                 | —                                 | —                                 | —                                 | —                                 |             |
| The Flood       | - Uitgebracht: 14 juni 2011 - Label: Rise - Dragers: lp, cd, muziekdownload                | 28                                | 6                                 | 5                                 | 3                                 | —                                 | —                                 | —                                 | —                                 | —                                 | —                                 | US: 125,000 |
| Restoring Force | - Uitgebracht: 28 januari 2014 - Label: Rise - Dragers: lp, cd, muziekdownload             | 4                                 | 2                                 | 1                                 | 1                                 | —                                 | 9                                 | —                                 | 36                                | 17                                | 2                                 | US: 207,000 |
| Cold World      | - Uitgebracht: 9 september 2016 - Label: Rise - Dragers: lp, cd, cassette, muziekdownload  | 20                                | 6                                 | 3                                 | 1                                 | —                                 | 27                                | 80                                | —                                 | 91                                | 6                                 |             |
| Defy            | - Uitgebracht: 19 januari 2018 - Label: Rise - Dragers: lp, cd, cassette, muziekdownload   | 48                                | 7                                 | 2                                 | 3                                 | —                                 | 29                                | 58                                | —                                 | 51                                | —                                 |             |
| Earthandsky     | - Uitgebracht: 27 september 2019 - Label: Rise - Dragers: lp, cd, cassette, muziekdownload | —                                 | 13                                | 11                                | 5                                 | —                                 | —                                 | 78                                | —                                 | —                                 | —                                 |             |